# Гирма Берхану
Гирма Берхану (род. 19 июля 1960) — эфиопский легкоатлет, специалист по бегу на длинные дистанции, кроссу и марафону. Выступал на профессиональном уровне в 1978—1986 годах, чемпион мира по кроссу в командном зачёте, победитель и призёр ряда крупных международных стартов, участник чемпионата мира в Хельсинки.

## Биография
Гирма Берхану родился 19 июля 1960 года.
Впервые заявил о себе в лёгкой атлетике на международном уровне в сезоне 1979 года, став вторым в беге на 5000 метров на Кубке «Правды» в Сочи.
В 1981 году в составе эфиопской сборной выступил на чемпионате мира по кроссу в Мадриде, где финишировал седьмым в личном зачёте и тем самым помог соотечественникам выиграть мужской командный зачёт. Позднее на соревнованиях в Лондоне установил свой личный рекорд в дисциплине 5000 метров — 13:34.29.
В 1982 году на кроссовом чемпионате мира в Риме занял 66-е место в личном зачёте и вновь стал победителем командного зачёта.
В 1983 году на чемпионате мира по кроссу в Гейтсхеде показал на финише 58-й результат, в командном зачёте завоевал золото. Кроме того, в этом сезоне был лучшим в беге на 10 000 метров на Спартакиаде народов СССР в Москве. Принимал участие во впервые проводившемся чемпионате мира по лёгкой атлетике в Хельсинки, был заявлен на дистанцию 10 000 метров, однако в конечном счёте не вышел здесь на старт.
В 1984 году выиграл серебряную медаль на международном старте в Братиславе, установив при этом личный рекорд в беге на 10 000 метров — 27:57.89. Рассматривался в качестве кандидата на участие в летних Олимпийских играх в Лос-Анджелесе, однако Эфиопия вместе с несколькими странами восточного блока бойкотировала эти соревнования по политическим причинам. Вместо этого Гирма Берхану выступил на альтернативном турнире «Дружба-84» в Москве, где на дистанции 10 000 метров с результатом 29:08.38 финишировал седьмым.
В 1985 году на чемпионате мира по кроссу в Лиссабоне занял 28-е место в личном зачёте и стал победителем командного зачёта.
В 1986 году отметился выступлением на Гамбургском марафоне, с результатом 2:17:56 пришёл к финишу 13-м.